# Sainte-Eulalie-d'Ans
Sainte-Eulalie-d'Ans är en kommun i departementet Dordogne i regionen Nouvelle-Aquitaine i sydvästra Frankrike. Kommunen ligger i kantonen Hautefort som tillhör arrondissementet Périgueux. År 2022 hade Sainte-Eulalie-d'Ans 296 invånare.

## Befolkningsutveckling
Antalet invånare i kommunen Sainte-Eulalie-d'Ans
Referens:INSEE